# Molophilus pediformis
Molophilus pediformis là một loài ruồi trong họ Limoniidae. Chúng phân bố ở miền Australasia.